# 崔豹
崔豹（？—？），字正雄，漁陽（今北京市密雲縣西南），西晋大臣。

## 生平
長於王氏禮，為經學博士，又通《論語》。晉惠帝時，官至太子太傅丞。撰有《古今注》三卷。
有一次崔豹拜訪都郡，被姓陳的都郡將問到：「崔杼是你幾代以前的祖先？」崔豹回答：「草民與崔杼，就像明府您與陳恆一般。」由於直呼他人祖先名諱是不禮貌的行為，故崔豹回應時也直呼對方祖先的名諱。陳恆即是田成子，穎川陳氏的先祖，與崔杼都是齊國的權臣，且均有弒君之舉。